# Open du Qatar de tennis de table
L'Open du Qatar ITTF est une étape du Pro-tour de tennis de table organisée par la fédération internationale de tennis de table. La compétition se déroule à Doha (Qatar).
La finale 2010 oppose le 21 février 2010 chez les hommes l'expérimenté Wang Liqin au jeune chinois Zhang Jike qui s'incline logiquement. Chez les dames la roumaine Daniela Dodean parvient à se hisser en demi-finale; la finale 100 % chinoise oppose Liu Shiwen à Guo Yue qui l'emporte à l'issue d'un match très serré.
L'édition 2009 s'est déroulée du 17 au 21 février 2009 à Doha. Timo Boll s'est imposé en finale devant le Chinois Ma Lin remportant ainsi le titre. Zhang Yining l'a imité le même jour en triomphant dans le simple dames. En ce qui concerne les doubles, la paire Ma Long/Xu Xin remporte son troisième Pro-tour de l'année face à la paire Hao Suai/Wang Liqin. Guo Yue et Zhang Yining remportent le titre en double féminin.
En 2008, Ma Lin s'était imposé face à Wang Hao, et Zhang Yining gagne chez les dames.
L'édition 2007 avait été remportée par Li Xiaoxia chez les dames, et par Ma Lin chez les messieurs.
Le World Tour est arrêté fin 2020 et est remplacé par les épreuves de la WTT marquant la fin des "tournois open" de l'ITTF.

## Palmarès

### Open du Qatar ITTF
| année | simple messieurs  | double messieurs                     | simple dames     | double dames                          | double mixte            | U21 messieurs     | U21 dames               |
| ----- | ----------------- | ------------------------------------ | ---------------- | ------------------------------------- | ----------------------- | ----------------- | ----------------------- |
| 2002  | Jean-Michel Saive | Wang Liqin/Yan Sen                   | Wang Nan         | Li Jiao/Niu Jianfeng                  |                         |                   |                         |
| 2003  | Vladimir Samsonov | Kalinikos Kreanga/ Jörg Roßkopf      | Tamara Boros     | Tatiana Logatzkaya/Veronika Pavlovich |                         | Sharath Kamal     | Nicoleta Stefanova      |
| 2005  | Wang Liqin        | Kong Linghui/Wang Hao                | Zhang Yining     | Guo Yue/Niu Jianfeng                  |                         | Peter Sereda      | Qiangbing Li            |
| 2006  | Wang Liqin        | Wang Liqin/Wang Hao                  | Zhang Yining     | Zhang Yining/Wang Nan                 |                         | Tianyi Jiang      | Qiangbing Li            |
| 2007  | Ma Lin            | Cho Eon-rae/Lee Jung-woo             | Li Xiaoxia       | Li Xiaoxia/Wang Nan                   |                         | Cho Eon-rae       | Yu Meng Yu              |
| 2008  | Ma Lin            | Chen Qi/Ma Lin                       | Zhang Yining     | Guo Yue/Zhang Yining                  |                         | Kirill Skachkov   | Daniela Monteiro Dodean |
| 2009  | Timo Boll         | Ma Long/Xu Xin                       | Zhang Yining     | Guo Yue/Zhang Yining                  |                         | Kenta Matsudaira  | Yuka Ishigaki           |
| 2010  | Wang Liqin        | Ma Lin/Wang Hao                      | Guo Yue          | Ding Ning/Liu Shiwen                  |                         | Jung Young-sik    | Kasumi Ishikawa         |
| 2011  | Xu Xin            | Wang Liqin/Xu Xin                    | Liu Shiwen       | Guo Yue/Li Xiaoxia                    |                         | Alexander Shibaev | Kang Mi-soon            |
| 2012  | Xu Xin            | Ma Lin/Xu Xin                        | Chen Meng        | Li Xiaodan/Wen Jia                    |                         | Simon Gauzy       | Kasumi Ishikawa         |
| 2013  | Ma Long           | Wang Hao/Yan An                      | Ding Ning        | Ding Ning/Li Xiaoxia                  |                         | Patrick Franziska | Yang Ha-eun             |
| 2014  | Xu Xin            | Cho Eon-rae/Seo Hyun-deok            | Hu Limei         | Lee Ho Ching/Ng Wing Nam              |                         | Tristan Flore     | Petrissa Solja          |
| 2015  | Vladimir Samsonov | Marcos Freitas/ Andrej Gaćina        | Elizabeta Samara | Jiang Huajun/Tie Yana                 |                         | Benjamin Brossier | Bernadette Szocs        |
| 2016  | Ma Long           | Fan Zhendong / Zhang Jike            | Liu Shiwen       | Ding Ning / Liu Shiwen                |                         | Ho Kwan Kit       | Zeng Jian               |
| 2017  | Ma Long           | Masataka Morizono (de) / Yuya Oshima | Chen Meng        | Chen Meng / Wang Manyu                |                         | Lam Siu Hang      | Doo Hoi Kem             |
| 2018  | Fan Zhendong      | Fan Zhendong / Xu Xin                | Liu Shiwen       | Chen Ke / Wang Manyu                  |                         | Xue Fei           | Zhang Rui               |
| 2019  | Ma Long           | Ho Kwan Kit / Wong Chun Ting         | Wang Manyu       | Sun Yingsha / Wang Manyu              | Xu Xin / Liu Shiwen     |                   |                         |
| 2020  | Fan Zhendong      | Ma Long / Xu Xin                     | Chen Meng        | Zhu Yuling / Wang Manyu               | Jun Mizutani / Mima Ito |                   |                         |

### Série WTT
| Année & Lieu | Tournoi                         | Simple messieurs   | Double messieurs                | Simple dames | Double dames               | Double mixte                   |
| ------------ | ------------------------------- | ------------------ | ------------------------------- | ------------ | -------------------------- | ------------------------------ |
| 2021 Doha    | WTT Contender Doha (de)         | Dimitrij Ovtcharov | Lee Sang-su Cho Dae-seong       | Mima Ito     | Miu Hirano Kasumi Ishikawa | Lin Yun-ju Cheng I-ching       |
| 2021 Doha    | WTT Star Contender Doha (de)    | Tomokazu Harimoto  | Lee Sang-su Jeoung Young-sik    | Mima Ito     | Shin Yu-bin Jeon Ji-hee    | Cheng I-ching Lin Yun-ju       |
| 2021 Doha    | WTT Star Contender Doha II (de) | Hugo Calderano     | An Jae-hyun Cho Seung-min       | Hina Hayata  | Miyu Nagasaki Minami Ando  | Shunsuke Togami Hina Hayata    |
| 2022 Doha    | WTT Contender Doha (de)         | Yuan Licen         | Kristian Karlsson Mattias Falck | Fan Siqi     | Miyuu Kihara Miyu Nagasaki | Lin Yun-ju Cheng I-ching       |
| 2022 Doha    | WTT Star Contender Doha (de)    | Andrej Gaćina      | Benedikt Duda Dang Qiu          | Miyuu Kihara | Miyuu Kihara Miyu Nagasaki | Emmanuel Lebesson Jia Nan Yuan |
| 2023 Doha    | WTT Contender Doha (de)         | Hugo Calderano     | Zhou Kai Yu Ziyang              | Fan Siqi     | Kuai Man Zhang Rui         | Lin Shidong Kuai Man           |
| 2024 Doha    | WTT Star Contender Doha (de)    | Wang Chuqin        | Yuan Licen Liang Jingkun        | Sun Yingsha  | Qian Tianyi Chen Xingtong  | Wang Chuqin Sun Yingsha        |
| 2024 Doha    | WTT Contender Doha (de)         | Timo Boll          | Lee Sang-su Lim Jong-hoon       | Jeon Ji-hee  | Jeon Ji-hee Shin Yu-bin    | Wang Chuqin Sun Yingsha        |
| 2025 Doha    | WTT Star Contender Doha (de)    | Tomokazu Harimoto  | Xu Yingbin Xiang Peng           | Kuai Man     | Satsuki Ōdō Sakura Yokoi   | Sora Matsushima Miwa Harimoto  |